# Фарахваши, Мохсен
Мохсе́н Мохаме́д Фарахва́ш Фашанди́, более известный, как Мохсе́н Фарахваши́ (перс. محسن محمد فره وش فشندى‎, род. 21 июля 1947 года, Тегеран, Иран) — иранский борец вольного стиля и тренер. Чемпион мира, чемпион Азиатских игр.

## Спортивная карьера
- Чемпион мира (1973).
- Чемпион Азиатских игр (1974).
- Выступал на Олимпийских играх 1976 года в Монреале (4 место).
- Серебряный призёр Универсиады (1973).

## Тренерская карьера
После окончания спортивной карьеры стал тренером. С 1978 года несколько раз был тренером в сборной Ирана, в том числе на чемпионатах мира 1999 года в Анкаре и 2003 года в Нью-Йорке. В 2007 году занял пост национального тренера иранской сборной по вольной борьбе.